# Gamal Abdel Nasser (navire)
Pour les articles homonymes, voir Gamal Abdel Nasser.
Le Gamal Abdel Nasser est un porte-hélicoptères d’assaut amphibie. C'est le quatrième bâtiment de la classe Mistral, et le premier de cette classe exporté par la France. 
Prévu au départ pour la Marine russe et pour être basé à Vladivostok, il était destiné à donner, avec son navire-jumeau, le futur-Sebastopol, une réelle capacité amphibie et de commandement sur zone à la Marine russe. Après le début de la guerre russo-ukrainienne en 2014, la France décide de ne pas livrer ce navire de guerre à la Russie, ni le second prévu.
Ce bâtiment et son navire-jumeau sont alors achetés par l'Égypte. Il porte le nom du président Gamal Abdel Nasser.

## Commande et construction

### Un navire initialement commandé par la Russie
Dès octobre 2009, la Flotte maritime militaire de Russie a exprimé le besoin d'un ou deux bâtiments et de l'éventuelle construction d'autres sous transfert de technologie avec livraison d'un premier bâtiment fin 2014 et d'un second fin 2015. Selon Vladimir Vyssotski, le commandant en chef de la marine russe, la Deuxième Guerre d'Ossétie du Sud a montré l'absence cruelle de bâtiments de type Porte-hélicoptères. Le 24 décembre 2010, un communiqué commun des présidents russe et français annonçait que la marine russe avait retenu le type Mistral. Deux bâtiments seront construits à Saint-Nazaire par STX France avec la participation des chantiers navals russes OSK (Chantiers de la Baltique), et éventuellement, deux autres en Russie. Finalement, le ministre de la Défense Alain Juppé signe à Saint-Nazaire le 25 janvier 2011 avec le vice-premier ministre de la fédération de Russie, Igor Setchine, une lettre d'intention portant sur la construction de quatre navires. Selon l'Élysée, la construction de ces deux bâtiments représente « l'équivalent de cinq millions d'heures de travail, ou de mille personnes travaillant pendant quatre ans » pour les chantiers DCNS et STX France de Saint-Nazaire. L'accord final pour la construction de deux navires pour un montant de 1,7 milliard de dollars est signé le 17 juin 2011 . La construction sera lancée au premier semestre 2012.
Le 2 décembre 2011, les Chantiers de la Baltique signent un contrat de 2,5 milliards de roubles (60,2 millions d'euros) sur la construction des coques de deux porte-hélicoptères de type Mistral. La marine russe les armera avec des hélicoptères Kamov Ka-29 et Kamov Ka-52K. Les deux premiers navires porteront les noms de Vladivostok et Sebastopol.
Le 1er février 2012, le Vladivostok est entré en cale sèche aux chantiers navals de Saint-Nazaire. Les deux parties (française pour la proue et russe pour la poupe), ont été assemblées en juillet 2013 à Saint-Nazaire. Le bateau est lancé le 15 octobre 2013[réf. souhaitée].
Le 21 décembre 2012, le Vedomosti annonce que le gouvernement russe aurait renoncé à l'option sur les deux navires Mistral supplémentaires,. Seuls les deux navires commandés initialement seront donc livrés mais, en 2013, cela n’est pas confirmé.
En mars 2014, le ministre français des Affaires étrangères Laurent Fabius annonce que la France « pourra envisager » d'annuler la vente de Mistral à la Russie, en raison de l'invasion russe de la Crimée au début de la guerre russo-ukrainienne, ce qui générerait, contractuellement, une compensation financière importante.
Le 30 juin 2014, 400 marins russes, soit deux équipages, débarquent à Saint-Nazaire pour commencer leur formation sur le premier bâtiment achevé, le Vladivostok. Ils sont arrivés à bord du navire école russe le Smolniy, qui reste amarré près du Vladivostok et sert ainsi de caserne flottante. Ils repartent le 17 décembre 2014, après que la livraison eut été suspendue.  
Le 25 novembre 2014, le président François Hollande annonce sa décision de suspendre la livraison du navire « jusqu'à nouvel ordre » considérant « que la situation actuelle dans l’est de l’Ukraine ne permet toujours pas la livraison du premier BPC » précise-t-il dans un communiqué .
Du matériel de haute technologie fourni par Thales, tel que des disques durs et des équipements de transmission, sont volés à bord du bâtiment qui stationne à quai à Saint-Nazaire.
En août 2015, un accord met un terme à huit mois de négociations, la Russie devant recevoir, selon la presse russe, près de 1,2 milliard d'euros en dédommagement pour la non-livraison par la France des deux navires de guerre. Mais les compensations exigées par les Russes au titre des frais engagés pour la formation des militaires russes, pour les travaux engagés dans le port d'attache prévu, et pour adapter les hélicoptères d'attaque KA-52, ainsi que le manque à gagner de la DCN (350 millions d'euros), le démontage des équipements électroniques russes et leur restitution, et la réadaptation des navires pour d'autres clients ferait grimper la note à 2 milliards d'euros.
Finalement, la France rembourse à la Russie la somme de 949 754 849 euros, dont 56,7 millions correspondant aux frais de formation des 400 membres d'équipage. 
Du côté russe, alors que la non livraison était destinée à punir Vladimir Poutine pour son intervention en Ukraine, la Russie a obtenu le remboursement des sommes versées et même plus (40 milliards de roubles versées et 65 milliards récupérés du fait de la dévaluation du rouble). De plus, elle conserve 150 000 pages de documentation technique fournies au titre du transfert de technologie, permettant aux chantiers navals russes de lancer la construction de leur propre version du Mistral, la classe Ivan Rogov (projet 23900) dont le destin en 2024 est incertain depuis l'invasion de l'Ukraine par la Russie.

### Rachat égyptien

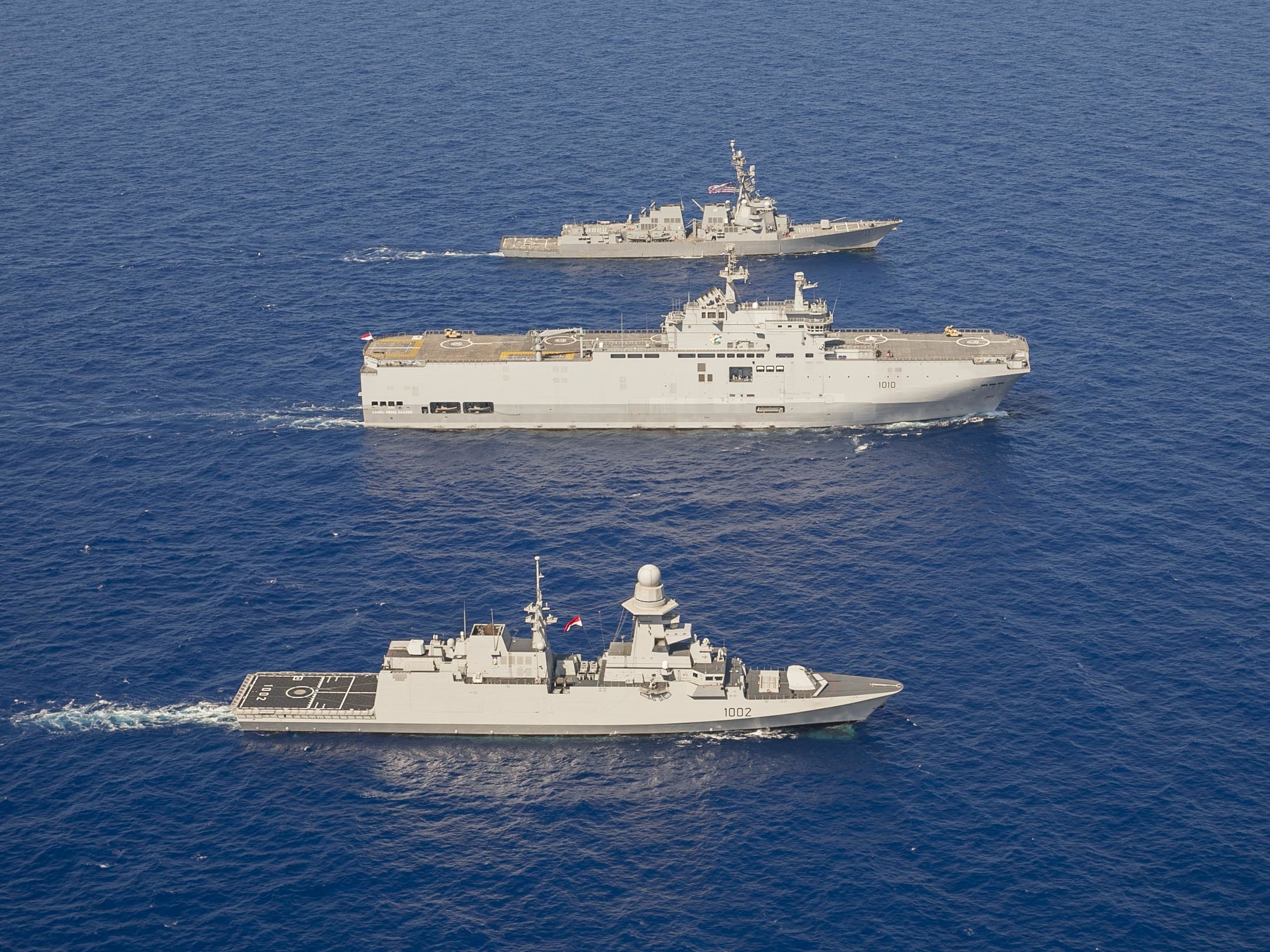
Le Nasser encadré par la frégate multi-missions égyptienne Al-Galala (FFG 1002) et le destroyer américain Delbert D. Black (DDG 119) en 2022.

Le navire et son navire-jumeau sont achetés par l'Égypte, grâce à un financement saoudien. La livraison des deux navires à l'Égypte a lieu pour l'un en juin 2016, pour l'autre en septembre 2016, après une formation en France de militaires égyptiens qui commence en février 2016.

## Navigation
Le Gamal Abdel Nasser est équipé de deux centrales de navigation inertielle SIGMA 40 créées par Sagem. 

## Caractéristiques
Le navire est très proche des 3 navires français qui l'ont précédés. Cependant, des adaptations ont été apportées pour le rendre compatible avec l'emploi que devaient en faire les russes, et qu'en feront finalement les égyptiens :
- l'îlot ne disposera pas de passerelle de défense à vue.
- aménagement des ascenseurs et des hangars pour l'accueil des hélicoptères Kamov : Ka-27 Helix, Ka-29TB Helix-B et Ka-52K Katran (version navalisée du Ka-52 Alligator), plus encombrants à cause de leur double rotor.
- adaptations et renforcement pour la navigation en mers polaires :
  - augmentation de la puissance électrique pour assurer le dégivrage partiel du pont d’envol.
  - renforcement de l'isolation sous le pont d'envol[26].
  - fermeture complète de la porte arrière du radier immergeable.
- un système électrique conforme aux normes russes.
- 2 propulseurs d'étrave, à l'instar du Dixmude, le propulseur unique sur les deux premiers bâtiments, s'étant avéré insuffisant par grand vent.
- toutes les interfaces homme machine ainsi que la signalétique à bord ont été traduites en russe.

Au niveau équipement en embarcations de débarquement : 
- contrairement aux 3 BPC français qui sont équipés en CTM (Chaland de Transport de Matériels), et en EDA-R (Engin de débarquement amphibie – Rapide), les 2 BPC russes aurait dû être équipés avec des CTM-NG (Chaland de Transport de Matériels - Nouvelle génération). Le CTM-NG présente une évolution majeure par rapport au CTM : il s’agit d'un chaland de type Ro-ro (roll-on roll-off) avec une porte à l’avant, mais aussi une rampe repliable à l’arrière, ce qui facilite et accélère les opérations d’embarquement et de débarquement dans les deux sens[27].

Au niveau armement, les Mistral ont été livrés à l'Égypte sans les systèmes d'armes russes initialement prévu qui étaient deux tourelles 3M-47 Gibka armés de missiles sol-air 9K38 Igla et deux systèmes d'armes rapprochés AK-630. En juillet 2017, l'Égypte cherche quelles armes installer définitivement et utilise, en attendant, des véhicules Avenger équipés de missiles Stinger attachés sur le pont d'envol.

## Carrière opérationnelle
Fin mars 2019, le Gamal Abdel Nasser, accompagné de la frégate Tahya Misr, fait escale à la base navale de Toulon avant de participer, durant une semaine à l'exercice naval régulier Cleopatra avec un groupe de la marine française constitué du PHA Mistral et de la FREMM Auvergne,.